# Vassili Erlikh
Vassili Erlikh (en rus Василий Эрлих) fou un ciclista soviètic, que s'especialitzà en la pista. En el seu palmarès destaquen dues medalles de plata aconseguides als Campionats del món de Persecució per equips de 1978 i 1979.